# Kokoschnik (Kleidung)

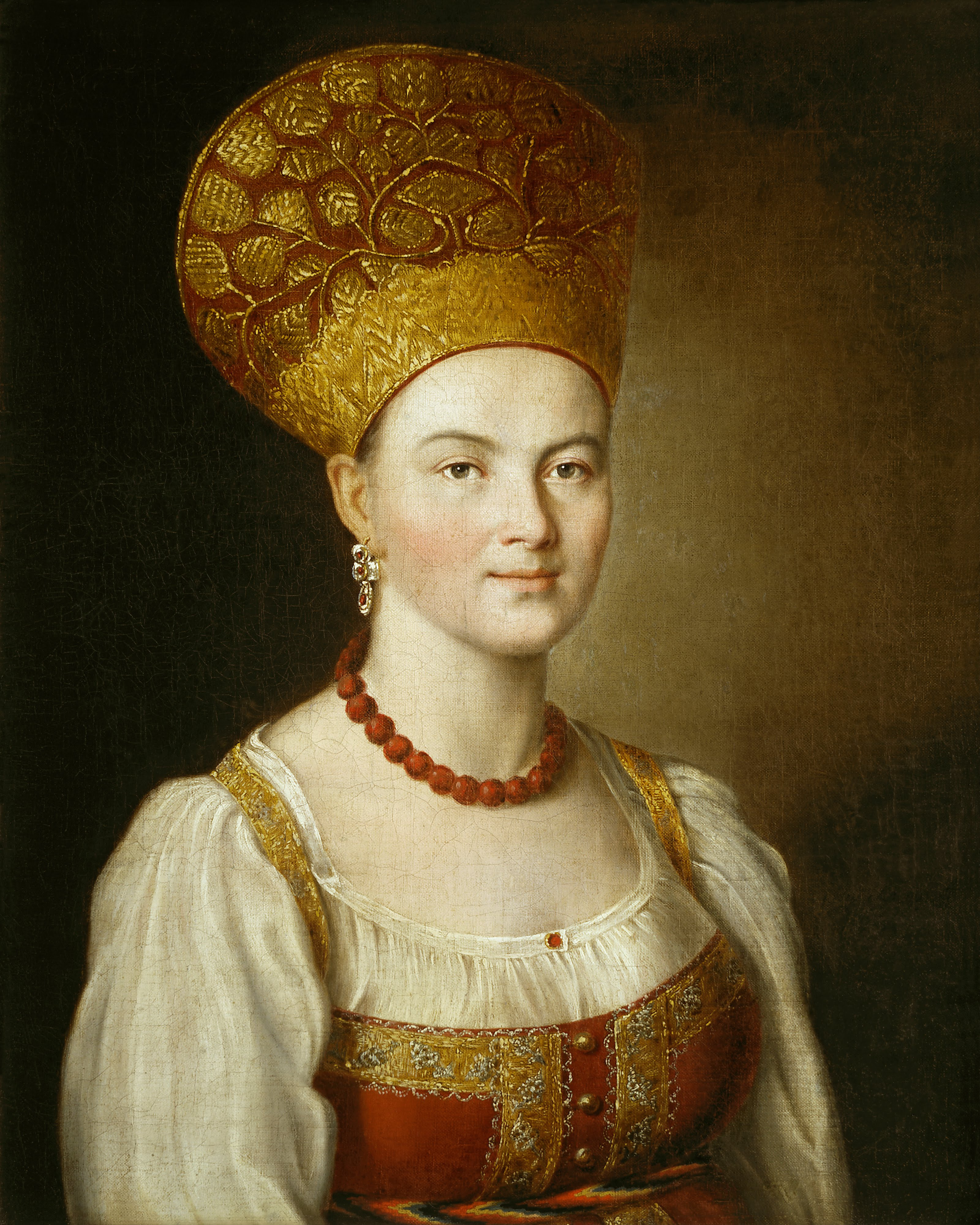
Das Porträt einer unbekannten Frau mit traditioneller russischer Kleidung. von Iwan Petrowitsch Argunow (1784) zeigt einen großen Kokoschnik, der mit einem Kleid kombiniert wird.

Der Kokoschnik (Russisch:коко́шник) ist eine traditionelle russische Kopfbedeckung, die von Mädchen und Frauen getragen wird. Er wird mit dem Kleidungsstück Sarafan kombiniert.
Die Tradition des Kokoschniks existiert seit dem 10. Jahrhundert in der russischen Stadt Weliki Nowgorod, von wo aus er sich sehr schnell in den nördlichen Regionen Russlands verbreitete und vom 16. bis 19. Jahrhundert sehr populär war. Bis heute ist der Kokoschnik ein wichtiger Bestandteil der russischen Kultur und inspiriert die Architektur.

## Allgemeines

### Aussehen
Der Kokoschnik ist im Allgemeinen ein hoher, nimbus- oder kammförmiger Kopfschmuck, der am Hinterkopf mit langen, dicken Bändern zu einer großen Schleife gebunden wird. Er kann auch mit Perlen, Pflanzen oder Blumen verziert werden. Im Stirnbereich ist er oft mit einem Perlengeflecht beschmückt. Die Haare der Frauen werden vor dem Tragen des Kokoschniks normalerweise zu einem Zopf gebunden, es sei denn, sie tragen schon den traditionellen langen russischen Zopf.
Jungfrauen trugen eine Variante, bei der der Hinterkopf frei blieb, die so genannte povyazka.

### Stile
Trotz des allgemeinen Bildes eines Kokoschniks fasst das Wort „Kokoschnik“ eine große Vielzahl von Kopfbedeckungen zusammen, die in Russland getragen werden, darunter die zylindrischen Hüte aus Weliki Nowgorod, die kleinen Perlenhüte aus Kargopol, die zweizackigen Nimben kika aus Wladimir, die dreizackigen Kika aus Kostroma oder die scharlachroten Kokoschniks aus Moskau.

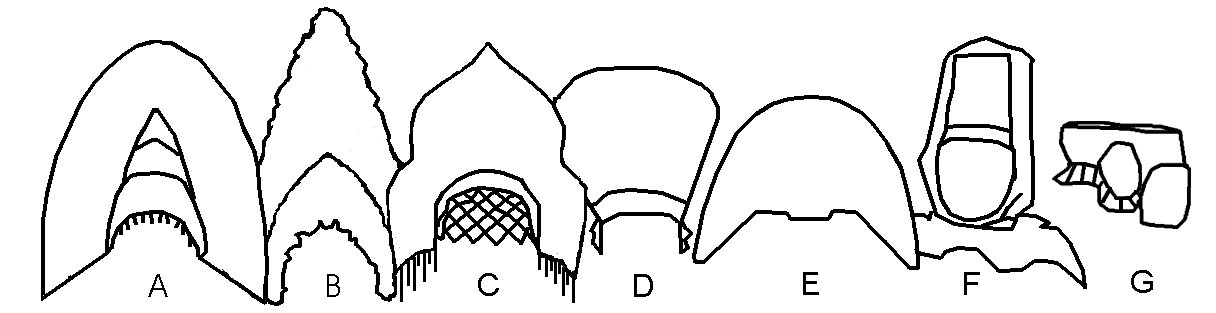
Sieben verschiedene Arten von Kokoschniks: doppelspitziger, von einer halbrunden Oberseite umgebener Kokoschnik aus der Region Arzamas (A), einfachspitziger Kokoschnik aus der Region Kostroma (B), Moskauer Kokoschnik mit Perlen auf der Stirn (C), gerader, ausladender Kokoschnik aus der Umgebung von Moskau (D), typisch abgerundeter Kokoschnik aus der Region Wladimir (E), zylindrischer Kokoschnik mit flachem Boden und Halstuch (F), Kokoschnik mit doppelter Zahnstange oder Sattel, von der Seite gesehen (G)

## Geschichte

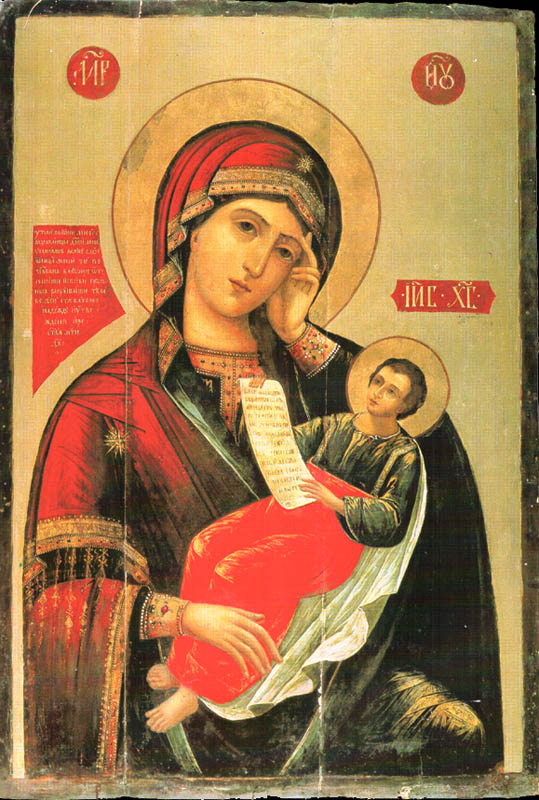
Darstellung der Maria mit einem sehr frühen Kokoschnik

### Anfänge
Das Wort Kokoschnik kommt aus dem Altslawischen und leitet sich aus dem Wort Kokosh ab, was „Henne“ oder „Hahn“ bedeutet. Kokoschniks gibt es seit dem 10. Jahrhundert; sie hatten ihren Ursprung in der Stadt Weliki Nowgorod. Sie wurden von Frauen getragen, um die Haare zu bedecken. Die frühesten Kokoschniks hatten die Form eines Heiligenscheins, der an der Stirn am breitesten und an den Seiten am schmalsten war. In der russischen Kunst wurden christliche Ikonen meistens mit solchen Bedeckungen dargestellt. Der Kokoschnik war ein Bestandteil der traditionellen russischen Volkstracht, der mit dem Sarafan, einem langen Gewand, kombiniert wurde.

### Verbreitung und Etablierung im Zarenhof
Über die Jahre verbreitete sich der Kokoschnik immer weiter und erreichte im 16. Jahrhundert den russischen Zarenhof. Seitdem wurde er zu einem modischen Accessoire. Die Königsfamilie der Bojaren trug große, ausgefallene Kokoschniks, die sie mit Edelsteinen und goldenem Stoff schmückte. Durch seine Ankunft in der Oberschicht wurde der Kokoschnik immer mehr zum festen Kleidungsstil, der von Generation zur Generation fortgeführt wurde.
Im Jahr 1834 legte Zar Nikolaus I. Regeln für eine Kleiderordnung fest. Durch ihn wurde der Kokoschnik Bestandteil der offiziellen Kleiderordnung am Kaiserhof. Alle Frauen trugen denselben Kokoschnik, der unter anderem mit einem Schleier und einem Mieder aus Samt kombiniert wurde. Auch die Stickereien auf den Ärmeln waren streng geregelt, denn sie sollten den Rang einer Frau zeigen. Diese Regeln führten zu einem neuen Stil, der sich durch ein offenes Miederkleid mit langen Ärmeln auszeichnete. Hatte Peter der Große 100 Jahre zuvor seinem Hof befohlen, sich „westlich“ zu kleiden, war es das Ziel von Zar Nikolaus, wesentliche Elemente der russischen Kultur wieder an seinem Hof einzuführen. Diese Kleiderordnung des Hofes blieb bis zum Sturz des Zaren Nikolaus II. bestehen.

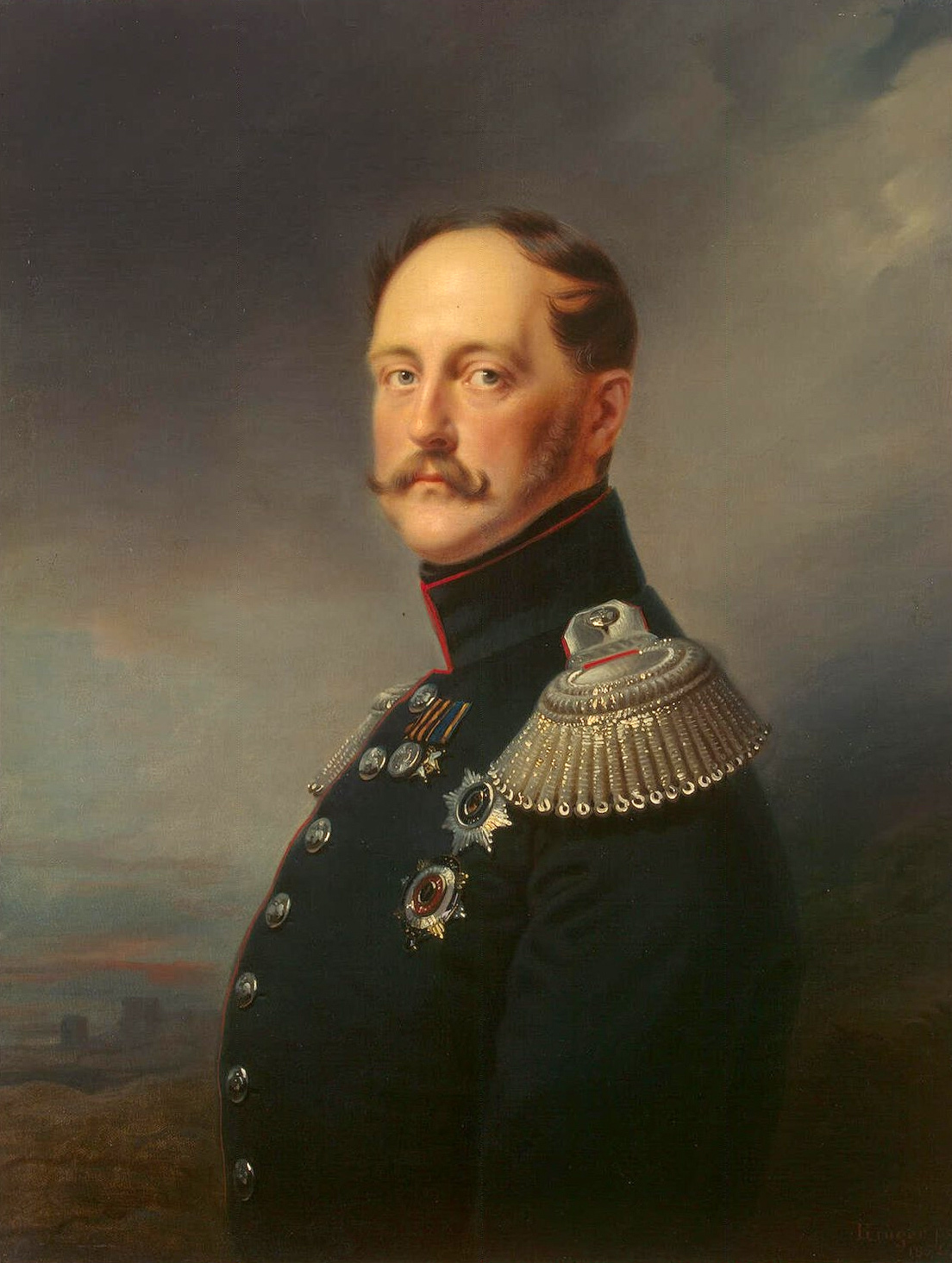
Nikolaus I., Porträt von Franz Krüger (1852)
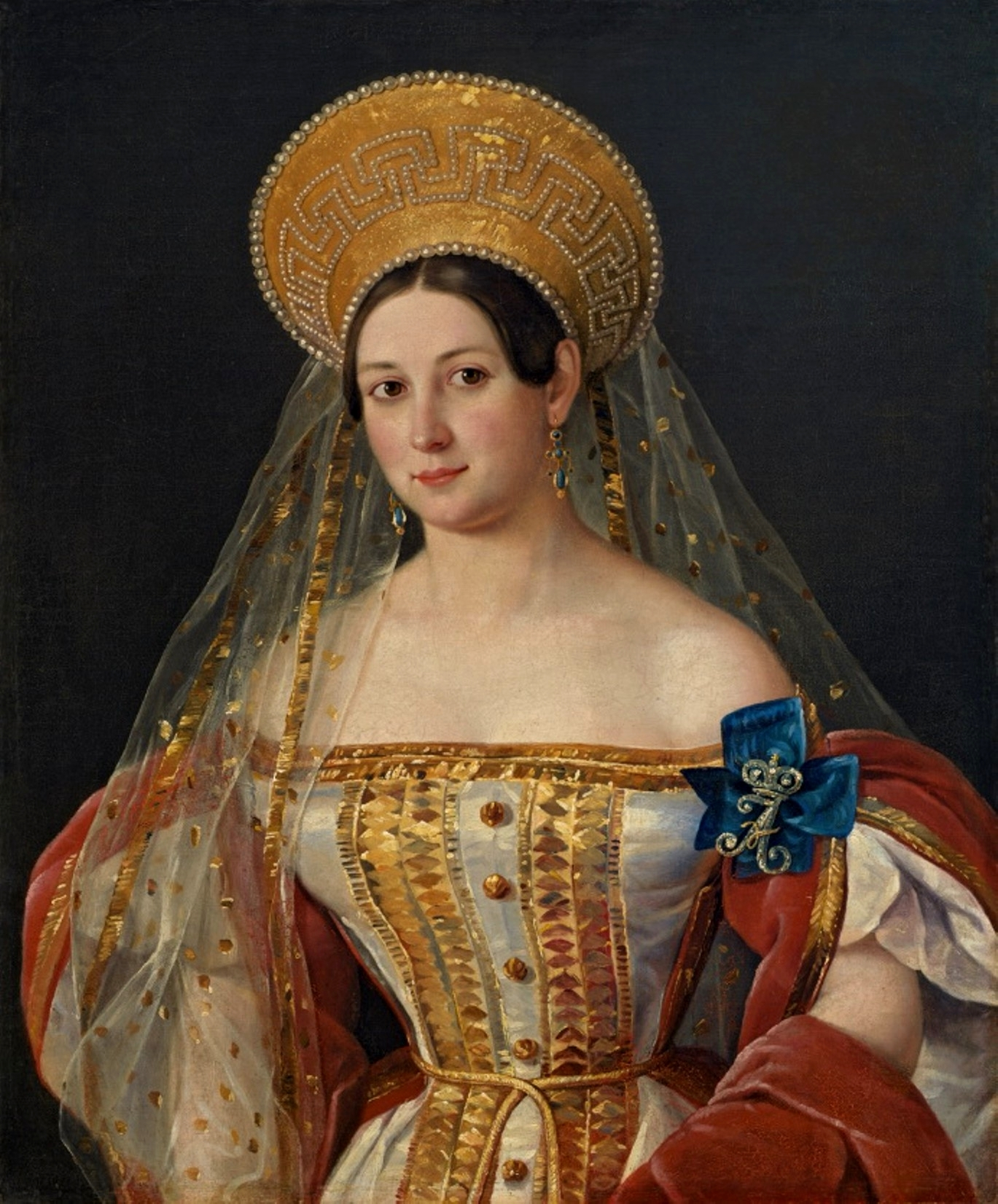
Der neue Stil